# 郭國仕
郭國仕（1886年3月28日—1938年7月20日），內湖粉寮人，台灣政治人物，第二任內湖庄庄長。

## 生平
1886年3月28日出生在臺北府芝蘭一堡里族（新里族）庄土名粉寮一二番號。青年時期曾赴日留學，學成返鄉後曾擔任艋舺製糖會社經理職務，後獲官委為第一屆內湖庄協議員。
1924年11月1日－1932年9月30日擔任內湖庄庄長。1935年11月15日內湖公學校創校三十周年之際，擔任內湖公學校保護者（學生家長會會長）協助校方辦理校慶事宜，他個人於當時亦樂捐拾圓經費。
1938年7月20日逝世。